# San Felipe, Gómez Palacio
San Felipe är en ort i Mexiko.   Den ligger i kommunen Gómez Palacio och delstaten Durango, i den centrala delen av landet, 800 km nordväst om huvudstaden Mexico City. San Felipe ligger 1 117 meter över havet och antalet invånare är 4 552.
Terrängen runt San Felipe är mycket platt. Runt San Felipe är det tätbefolkat, med 411 invånare per kvadratkilometer. Närmaste större samhälle är Torreón, 16,9 km söder om San Felipe. Trakten runt San Felipe består till största delen av jordbruksmark.